# Haemophilus influenzae

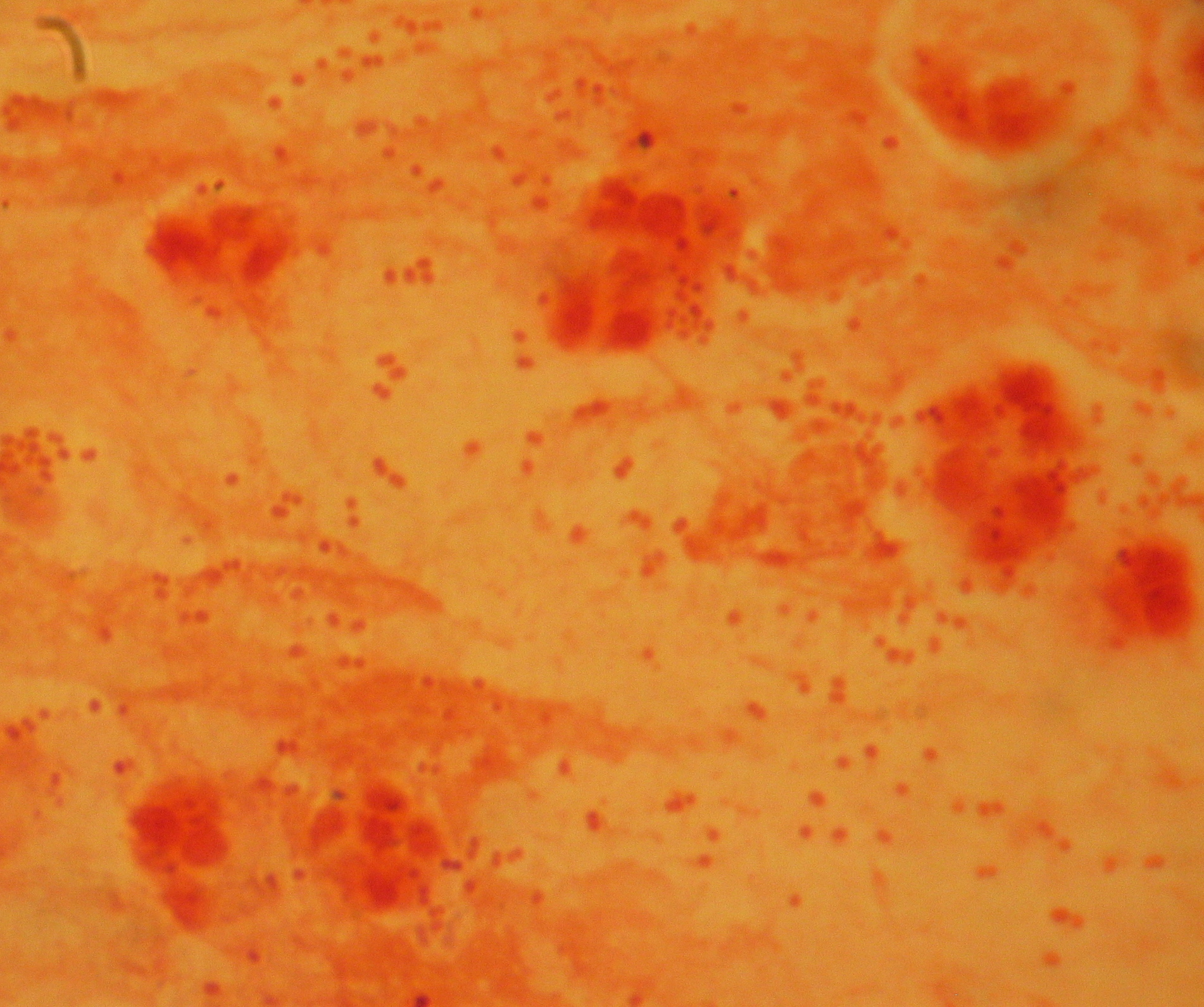
Haemophilus influenzae

Haemophilus influenzae är en bakterie som kan orsaka hjärnhinneinflammation, luftvägsinfektion med mera. Bakterien är efter pneumokocker den vanligaste orsaken till mellanöroninfektion hos barn. Bakterien är en gramnegativ kockobacill, inte sporbildande och beskrevs första gången 1892 av den tyske läkaren Richard Pfeiffer. Han hade först funnit den i sputum hos patienter vilka insjuknat i ryska snuvan, senare återfanns den även i sputum och lungprover från avlidna som fallit offer för spanska sjukan. Trots sitt namn, så orsakar bakterien inte influensa. 
Det första genomet att någonsin bli kartlagt var H. influenzae eftersom den har ett så pass litet genom. 1995 publicerade Hamilton O. Smith och Craig Venter sitt resultat av 1 830 137 baspar (bp) fördelat på 1 750 gener. Som jämförelse fastställdes under våren 2000 sekvensen av det mänskliga genomet till 3 miljarder bp.

## Morfologi och indelning
H. influenzae är en liten bakterie (1 µm X 0.3 µm), som ingår i släktet Haemophilus som hör till familjen Pasteurellaceae, en bakteriefamilj bestående av gramnegativa bakterier. Bakterierna i familjen är fakultativt anaeroba men den kan även växa aerobt.
År 1930, definierades två huvudkategorier av H. influenzae, de kapslade stammarna och de okapslade stammarna. De kapslade stammarna har därefter delats in i ytterligare kategorier (a-f) utifrån den biokemiska skillnaden i kapseln. De stammar som inte har någon kapsel kallas inte typbara (NTHi) eftersom de saknar kapsulära serotyper.
Den mest sjukdomsframkallande stammen av H. influenzae är typ b (Hib), med en STI polyribosylribitolfosfat (PRP) kapsel. Den står för mer än 95 % av de fall av invasiv sjukdom som orsakas av H. influenzae. Det är framför allt barn som drabbas av dessa, men även nära hälften av de invasiva H. influenzae-fallen som drabbar vuxna.

## Sjukdomar
H. influenzae kan orsaka olika infektioner i de övre luftvägarna, framförallt mellanöreinflammation och bihåleinflammation. Hos barn där H. influenzae påvisas i blodet kan den leda till hjärnhinneinflammation (meningit), struplocksinflammation (epiglottit) och ledinfektion. Bakterien kan även ge upphov till luftrörskatarr och ganska ovanligt lunginflammation. 

### Influensa
Influensa är en virussjukdom i luftvägarna och skall inte förväxlas med H. influenzae-infektion. Influensainfektion innebär däremot en ökad risk för sekundär bakterieinfektion, exempelvis med H. influenzae. På grund av att H influenzae ofta kunde påvisas i lungorna hos personer som avlidit i samband med influensa och då man i början av 1900-talet kunde odla fram bakterierna från lungprov och därefter undersöka vilka bakterier man funnit. Slutsatsen drogs därefter att bakterien orsakade influensa och därigenom fick sedan bakterien sitt artepitet.

## Åtgärder
Numera finns det ett effektivt vaccin mot Hib. Polysackarider från den kapsel som kallas b används sedan 1993 som vaccinering och skyddar mot de allvarligaste formerna av infektioner. Detta vaccin erbjuds av landets barnavårdscentraler till alla barn upp till ett halvår. Sedan vaccinationen infördes har sjukdomar orsakade av Hib minskat kraftigt.
Enligt smittskyddsförordningen är invasiv infektion av H. influenzae anmälningspliktig.